# Miguel Alonso Gómez
Miguel Alonso Gómez (Villarrín de Campos,  25 de agosto de 1925 - Bilbao, 5 de septiembre de 2002), fue un musicólogo y compositor español, uno de los representantes más cualificados de la Música Española Contemporánea.

## Biografía
Nació en Villarrín de Campos (Zamora) el 25 de agosto de 1925. Pasó su infancia en la localidad salmantina de Villavieja de Yeltes, de la que era párroco su tío Severiano Alonso. Estudió inicialmente en el Seminario Diocesano de Ciudad Rodrigo con Cándido Ledesma, llegando a ser ordenado sacerdote en el año 1948. Continuó sus estudios en Salamanca con Hilario Goyenechea y posteriormente en Madrid con Conrado del Campo y Julio Gómez. En 1953 ganó la beca Carmen del Río de la Real Academia de Bellas Artes de San Fernando y en 1955 el premio de Roma.
Se tituló (1958) en canto gregoriano por el Instituto Pontificio de Música Sacra de Roma, donde fue discípulo de Higini Anglès y Eugène Cardine. Asiste también a las clases de Petrassi en la Academia de Santa Cecilia y a los cursos sobre música electrónica de Franco Evangelisti.
Mientras vivió en Roma, casi diecisiete años, fue organista y maestro de Capilla en la Iglesia Nacional Española de Santiago y Montserrat, profesor en San Salvador y colaborador de la revista internacional de música Psalterium, de la que llegó a ser editor y subdirector más tarde. Asimismo fue asesor de la Comisión de Música Sacra de la diócesis de Roma, representante del Secretariado Nacional para la Liturgia y asesor de la Sagrada Congregación de Ritos del Vaticano para la Sagrada Liturgia.
Miguel Alonso regresó a España en el año 1971 y ese mismo año ingresó como miembro numerario de la Real Academia de Bellas Artes de San Fernando, al mismo tiempo que continuó trabajando en cuestiones musicales y litúrgicas en la Iglesia española como director del Departamento de Música de la Comisión episcopal de Liturgia.
Desde 1972 desarrolló su actividad profesional en RTVE y en Radio Nacional de España, donde fue jefe del departamento de Promoción Musical de Radio 2, entre 1981 y 1986, y director de Radio Clásica entre 1991 y 1993. También ejerció la delegación de la Orquesta Sinfónica y Coro de RTVE entre 1986 y 1988, y fue director del sello discográfico de RTVE Música entre 1989 y 1991.
Falleció en Bilbao, el 5 de septiembre de 2002.

## Obras musicales
- Fuga sobre un tema castellano, 1952;
- Te Dominum confitemur, 1954;
- La morisca (Eduardo Marquina), 1955;
- Estudio en octavas, 1963;
- Visión profética, 1964;
- Divertimento, 1970;
- Tensiones (cantos para la litugia del Viernes Santo), 1972;
- Nube-Música (Miguel de Unamuno), 1972;
- Égloga de Plácido y Victoriano (Juan del Encina), 1974
- Spherae, 1976;
- Improperia, 1978;
- Radio Stress, 1980;
- Biografía (divertimento), 1982;
- Atmósferas, 1984
- Como tú, piedra (León Felipe), 1984–5

## Libros y artículos
- ‘La creación musical desde el Concilio Vaticano II’, La música y la Iglesia hoy: su problemática (Madrid, 1977)
- ‘Autoanálisis’, 14 compositores españoles de hoy, ed. E. Casares (Oviedo, 1982), 13–31
- Cuatro tratados de Canto Llano: el de Espinosa, Aguilar, Escobar y el Anónimo (Madrid, 1983)
- Catálogo de obras de Conrado del Campo (Madrid, 1986)